# Mascagnia pittieri
Mascagnia pittieri är en tvåhjärtbladig växtart som beskrevs av Julius Sterling Morton. Mascagnia pittieri ingår i släktet Mascagnia och familjen Malpighiaceae. Inga underarter finns listade i Catalogue of Life.